# Koloss-Kalmar
Der Koloss-Kalmar (Mesonychoteuthis hamiltoni) gehört zu den Gallertkalmaren (Cranchiidae) und lebt in den Gewässern der Antarktis. Sein wissenschaftlicher Name bedeutet „Hamiltons Mittelhakenkalmar“ (von griechisch μέσος mésos ‚mitten, in der Mitte‘, ὄνυξ ónyx (Genitiv ὄνυχος ónychos) ‚Klaue, Kralle‘ und τευθίς teuthís ‚Kalamar‘), in Anspielung auf die großen krallenförmigen Chitinhaken an seinen Tentakeln.

## Merkmale
Der Mantel des Koloss-Kalmars ist äußerst kompakt und läuft relativ abrupt spindelförmig aus. Die am hinteren Teil des Mantels liegenden Flossen sind sehr groß und kräftig und weisen ihn als einen schnellen Schwimmer aus. Der Kopf mit den enorm großen Augen ist mit acht relativ kurzen Fangarmen und zwei an den Spitzen verdickten und mit großen Krallen versehenen Tentakeln bewehrt. Wie bei allen Kalmaren ist die Haut sehr dünn und empfindlich, so dass sie leicht beschädigt werden kann. An frisch gefangenen Tieren, deren Haut größtenteils noch intakt war, konnte man dennoch erkennen, dass diese Tiere vorwiegend dunkelrosa gefärbt sind.
Über Koloss-Kalmare ist bislang recht wenig bekannt, da nur einige wenige von Fischtrawlern gefangene Exemplare untersucht werden konnten. Mesonychoteuthis ist ein Koloss unter den Kalmaren und erreicht eine Mantellänge von zwei bis möglicherweise fünf Metern, wohingegen der Riesenkalmar (Architeuthis) nur maximale Mantellängen von etwas über zwei Metern besitzt. Dies bedeutet, dass Koloss-Kalmare eine Gesamtlänge von 12 bis zu 14 m haben könnten, berücksichtigt man eine Tentakellänge von bis zu 8 m. Auch die Augen sind mit bis zu 27 Zentimetern Durchmesser deutlich größer als jene bei den größten Architeuthis-Exemplaren.

## Funde
Die Spezies der Koloss-Kalmare wurde 1925 zum ersten Mal entdeckt. Von Fischern wurden bisher nur wenige Sichtungen oder Fänge gemeldet. Im April 2004 wurde der erste vollständige Fang eines 150 Kilogramm schweren weiblichen Jungtiers gemeldet. Den bislang spektakulärsten Fang dokumentierten neuseeländische Seehecht-Fischer am 22. Februar 2007. Vor der Küste der Antarktis zogen sie einen 4,2 Meter langen, 495 Kilogramm schweren weiblichen Koloss-Kalmar aus dem Wasser, der sich in einer Fangleine für Seehechte verfangen hatte. Der Kalmar hatte mit 27 Zentimetern Durchmesser die größten Augen, die jemals untersucht wurden. Das Tier wurde im Museum of New Zealand Te Papa Tongarewa untersucht und in einem Chemikalienbad konserviert.
Am 9. März 2025 wurde während einer Expedition in der Nähe der Südlichen Sandwichinseln im Südatlantik zum ersten Mal ein Koloss-Kalmar in seiner natürlichen Umgebung gefilmt. Der Tintenfisch, ein Jungtier mit einer Größe von etwa 30 cm, wurde von dem ferngesteuerten Unterwasserfahrzeug (ROUV) SuBastian des Schmidt Ocean Institute in einer Tiefe von 600 m auf Video aufgenommen.